# Рубенгера
Рубенге́ра (руанда , англ. и фр. Rubengera) — город в Руанде. Является административным центром района Каронги в Западной провинции Руанды. До 2002 года был частью коммуны Мабанза провинции Кибуе.
Город Рубенгера находится в горах на западе Руанды между озером Киву и водоразделом, разделяющим бассейны рек Конго и Нила.

## История
Около 1880 года король Кигели IV построил новую королевскую резиденцию в Рубенгере по возвращении из военной экспедиции в сегодняшнее Северное Киву, благодаря чему в удалённый регион были привлечены аристократы общности тутси. Протестантская миссия была основана в Рубенгере в 1909 году. Во время Первой мировой войны в городе размещался немецкий лагерь для пленных бельгийских солдат, военный госпиталь для немецких солдат и штаб командира немецких войск на территории Руанды Макса Винтгенса.

## Население
По состоянию на 2012 год по данным переписи население составляло 10 431 человек.